# Grand Prix Hiszpanii 1979
Grand Prix Hiszpanii 1979 (oryg. Gran Premio de España) – piąta runda Mistrzostw Świata Formuły 1 w sezonie 1979, która odbyła się 29 kwietnia 1979, po raz ósmy na torze Circuito del Jarama.
25. Grand Prix Hiszpanii, 14. zaliczane do Mistrzostw Świata Formuły 1.

## Klasyfikacja
| Legenda oznaczeń w tabelach wyników Wyświetl szablon na nowej stronie | Legenda oznaczeń w tabelach wyników Wyświetl szablon na nowej stronie                                                                     |
| Oznaczenie                                                            | Wyjaśnienie |
| --------------------------------------------------------------------- | --- |
| Złoty                                                                 | Zwycięzca lub mistrzostwo |
| Srebrny                                                               | 2. miejsce lub wicemistrzostwo |
| Brązowy                                                               | 3. miejsce lub II wicemistrzostwo |
| Zielony                                                               | Ukończył, punktował (w klasyfikacji generalnej, gdy zdobył co najmniej jeden punkt na przestrzeni sezonu, poza trzema powyższymi opcjami) |
| Niebieski                                                             | Ukończył, nie punktował (w klasyfikacji generalnej, gdy nie zdobył co najmniej jednego punktu na przestrzeni sezonu)                      |
| Czerwony                                                              | Nie zakwalifikował się (NZ) |
| Czerwony                                                              | Nie prekwalifikował się (NPK) |
| Różowy                                                                | Nie ukończył (NU) |
| Różowy                                                                | Niesklasyfikowany (NS) (w klasyfikacji generalnej, gdy nie został sklasyfikowany w żadnym wyścigu sezonu)                                 |
| Czarny                                                                | Zdyskwalifikowany (DK) |
| Czarny                                                                | Wykluczony (WYK/EX) |
| Biały                                                                 | Nie wystartował (NW) |
| Biały                                                                 | Kontuzjowany (K/INJ) |
| Biały                                                                 | Wyścig odwołany (OD/C) |
| Bez koloru                                                            | Został wycofany (WYC/WD) |
| Bez koloru                                                            | Nie przybył (NP/DNA) |
| Bez koloru                                                            | Nie brał udziału w treningach (NT/DNP) |
| Bez koloru                                                            | Nie został zgłoszony (–) |
| Pogrubienie                                                           | Start z pole position |
| Kursywa                                                               | Najszybsze okrążenie wyścigu |
| †                                                                     | Nie ukończył, ale jego rezultat został zaliczony ze względu na przejechanie więcej niż 90% dystansu wyścigu.                              |
| *                                                                     | Sezon w trakcie |
| 1/2/3                                                                 | Punktowana pozycja w sprincie kwalifikacyjnym                                                                                             |
| Lista systemów punktacji Formuły 1                                    | |

| Pos | No | Kierowca               | Konstruktor        | Okrążeń | Czas/powód NU | Poz. Start. | Punktów |
| --- | -- | ---------------------- | ------------------ | ------- | ------------- | ----------- | ------- |
| 1   | 25 | Patrick Depailler      | Ligier-Ford        | 75      | 1:39:11.84    | 2           | 9       |
| 2   | 2  | Carlos Reutemann       | Lotus-Ford         | 75      | +20.94 sek.   | 8           | 6       |
| 3   | 1  | Mario Andretti         | Lotus-Ford         | 75      | +27.31 sek.   | 4           | 4       |
| 4   | 11 | Jody Scheckter         | Ferrari            | 75      | +28.68 sek.   | 5           | 3       |
| 5   | 4  | Jean-Pierre Jarier     | Tyrrell-Ford       | 75      | +30.39 sek.   | 12          | 2       |
| 6   | 3  | Didier Pironi          | Tyrrell-Ford       | 75      | +48.43 sek.   | 10          | 1       |
| 7   | 12 | Gilles Villeneuve      | Ferrari            | 75      | +52.31 sek.   | 3           |         |
| 8   | 30 | Jochen Mass            | Arrows-Ford        | 75      | +1:14.84      | 17          |         |
| 9   | 16 | René Arnoux            | Renault            | 74      | +1 okrążenie  | 11          |         |
| 10  | 29 | Riccardo Patrese       | Arrows-Ford        | 74      | +1 okrążenie  | 16          |         |
| 11  | 14 | Emerson Fittipaldi     | Fittipaldi-Ford    | 74      | +1 okrążenie  | 19          |         |
| 12  | 17 | Jan Lammers            | Shadow-Ford        | 73      | +2 Okrążeń    | 24          |         |
| 13  | 8  | Patrick Tambay         | McLaren-Ford       | 72      | +3 Okrążeń    | 20          |         |
| 14  | 9  | Hans Joachim Stuck     | ATS-Ford           | 69      | +6 Okrążeń    | 21          |         |
| NU  | 5  | Niki Lauda             | Brabham-Alfa Romeo | 63      | Wyciek wody   | 6           |         |
| NU  | 31 | Héctor Rebaque         | Lotus-Ford         | 58      | Silnik        | 23          |         |
| NU  | 27 | Alan Jones             | Williams-Ford      | 54      | Skrz. biegów  | 13          |         |
| NU  | 18 | Elio de Angelis        | Shadow-Ford        | 52      | Silnik        | 22          |         |
| NU  | 28 | Clay Regazzoni         | Williams-Ford      | 32      | Silnik        | 14          |         |
| NU  | 20 | James Hunt             | Wolf-Ford          | 26      | Hamulce       | 15          |         |
| NU  | 15 | Jean-Pierre Jabouille  | Renault            | 21      | Turbo         | 9           |         |
| NU  | 7  | John Watson            | McLaren-Ford       | 21      | Silnik        | 18          |         |
| NU  | 26 | Jacques Laffite        | Ligier-Ford        | 15      | Silnik        | 1           |         |
| NU  | 6  | Nelson Piquet          | Brabham-Alfa Romeo | 15      | Wtrysk        | 7           |         |
| NZ  | 22 | Derek Daly             | Ensign-Ford        |         |               |             |         |
| NZ  | 24 | Arturo Merzario        | Merzario-Ford      |         |               |             |         |
| NZ  | 36 | Gianfranco Brancatelli | Kauhsen-Ford       |         |               |             |         |